# Gézoncourt
Gézoncourt település Franciaországban, Meurthe-et-Moselle megyében. Lakosainak száma 183 fő (2022. január 1.). Gézoncourt Montauville, Domèvre-en-Haye, Griscourt, Jezainville, Martincourt, Rogéville és Villers-en-Haye községekkel határos.

## Népesség
A település népességének változása:
| Lakosok száma | 99   | 112  | 134  | 161  | 170  | 175  | 177  | 179  | 180  | 183  |
|               | 1968 | 1982 | 1990 | 2006 | 2013 | 2015 | 2017 | 2019 | 2020 | 2022 |